# A Great Big Sled
"A Great Big Sled" (у преводу, Велика саоница) је песма рок бенда из Лас Вегаса, Килерс. Снимљена је средином новембра 2006. године са продуцентом Аланом Молдером као засебна песма и божићни сингл групе. Молдерова жена, Тони Халидеј, бивши главни вокал групе Curve, пратећи је вокал у овој песми. Песма је издата 5. децембра 2006. године и доступна је за преузимање из iTunes радње. Целокупна зарада од ове песме отићи ће у добротворне сврхе везане за сиду као део Бонове RED кампање. Издат је и музички спот за сингл, који садржи "скривене" видео исечке чланова бенда како учествују у разним празничним прославама.

## Успеси на листама
Песма "A Great Big Sled" је ушла на Званичну британску листу преузимања недеље 18. децембра 2006. на једанаесто место. Песма се такође појавила на Билбордовој листи врућихHot 100 на 54. месту.